# Lapuente (Uruguay)
Lapuente, auch als La Puente geführt, ist eine Ortschaft in Uruguay.

## Geographie
Sie befindet sich im Sektor 7 des Departamento Rivera. Dort liegt sie nordöstlich von Amarillo, nördlich von Moirones und östlich des Ortes Cerro Pelado. In östlicher Richtung liegt an der Grenze zum Nachbarland Brasilien die Ortschaft Cerrillada.

## Einwohner
Bei der Volkszählung im Jahr 2011 hatte Lapuente 321 Einwohner, davon 178 männliche und 143 weibliche.
| Jahr | Einwohner |
| ---- | --------- |
| 1963 | 412       |
| 1975 | 292       |
| 1985 | 268       |
| 1996 | 284       |
| 2004 | 315       |
| 2011 | 321       |

Quelle: Instituto Nacional de Estadística de Uruguay